# Dororo (anime de 2019)
Dororo (どろろ lit. Ladrón?) es una serie de anime dirigida por Kazuhiro Furuhashi, escrita por Yasuko Kobayashi y producida por el estudio de animación MAPPA. Se basa en el manga homónimo de Osamu Tezuka. El lanzamiento de la serie fue anunciada el 19 de marzo de 2018, siendo una coproducción entre MAPPA y Tezuka Productions. Fue distribuida por Amazon Prime Video. Dororo fue estrenada el 7 de enero de 2019 por Tokyo MX y por Amazon en el resto del mundo.

## Argumento
El padre de Hyakkimaru, el señor Daigo, es un ambicioso guerrero que concede a 12 demonios las partes del cuerpo de su hijo recién nacido a cambio de que le otorguen el dominio y prosperidad para su territorio. Hyakkimaru recién nacido es abandonado a su suerte por orden de su padre, tras esto, lo rescata un doctor que consigue reconstruirlo con prótesis de madera y cuando se hace mayor decide recuperar las partes de su cuerpo que fueron robadas, venciendo a cada uno de los demonios con los que pactó su padre. En su búsqueda se le une Dororo, una pequeña ladrona huérfana.
Dororo acompaña a Hyakkimaru en la búsqueda de las partes de su cuerpo que fueron quitadas por el trato de su padre con los yokais.

## Personajes
Hyakkimaru (百鬼丸?)
Seiyū: Hiroki Suzuki
Joven rōnin que debido a una maldición nació mal formado sin piel, órganos internos, brazos, piernas, ojos, nariz ni orejas. Gracias a que fue criado por el Dr. Jukai, fue en busca de los demonios al hacerse mayor. Hyakkimaru tiene poderes sobrenaturales que le permite ver las almas de las personas y la esencia de los demonios.
Dororo (どろろ?)
Seiyū: Rio Suzuki
Es una niña huérfana y ladrona que se une a Hyakkimaru para viajar juntos en busca de los demonios. Su padre, Hibukuro, era un fuerte bandido que fue asesinado por un samurái. Dororo tiene la misión de enseñar a Hyakkimaru a ser humano.
Daigo Kagemitsu (景光 醍醐 Kagemitsu Daigo?)
Seiyū: Naoya Uchida
Padre de Hyakkimaru, fue un samurái durante el período Muromachi y fue quien vendió a su primogénito a los demonios para poder gobernar una tierra próspera.
Tahōmaru (多宝丸?)
Seiyū: Shōya Chiba
Hermano menor de Hyakkimaru y el segundo hijo de Daigo. Nació un año después que Hyakkimaru y le causa mucha intriga el secreto que esconden sus padres sobre su pasado, estando determinado a descubrir de que se trata.
Jukai (寿海?)
Seiyū: Akio Ōtsuka
Doctor y cirujano; fue quien encontró a Hyakkimaru en una balsa después de ser abandonado en el río y cuidó de él. Usó varias prótesis de madera para darle a Hyakkimaru movilidad, y también le enseñó a luchar. Hyakkimaru le considera su padre.
Itachi (イタチ?)
Seiyū: Setsuji Satō
Un bandido que traicionó al padre de Dororo. Secuestra a Dororo para obtener un mapa de un tesoro escondido.
Biwamaru (琵琶丸?)
Seiyū: Mutsumi Sasaki
Un misterioso monje que de vez en cuando se encuentra en el camino a Hyakkimaru y Dororo. 
Mio (ミオ?)
Seiyū: Nana Mizuki
Una muchacha que cuida de un grupo de niños huérfanos de las guerras en un templo. Hyakkimaru y Dororo pasan un tiempo con ellos.

## Producción
La serie de anime fue anunciada para estrenarse en 2019, siendo producida por los estudios MAPPA y Tezuka Productions. Fue estrenada el 7 de enero de 2019 a través de los canales TV Tokyo, BS11 y Jidaieki Senmon Channel, con un estreno mundial por Amazon Prime Video. La serie fue dirigida por Kazuhiro Furuhashi y escrita por Yasuko Kobayashi. Satoshi Iwataki es el responsable del diseño de los personajes y Yoshihiro Ike el compositor musical. El tema de apertura es Kaen (火炎) interpretado por Queen Bee, mientras que el tema de cierre es Sayonara Gokko (さよならごっこ) de amazarashi. El segundo tema de apertura es Dororo (どろろ) interpretado por Asian Kung-Fu Generation y el segundo tema de cierre es Yamiyo (闇夜) interpretado por Eve.

### Lista de episodios
| Número | Título                                                                                  | Estreno               |
| --- | --------------------------------------------------------------------------------------- | --------------------- |
| 1 | «La historia de Daigo» «Daigo no Maki» (醍醐の巻)                                       | 7 de enero de 2019    |
| En el período Sengoku, el daimio Daigo Kagemitsu hace un pacto con 12 demonios, ofreciéndoles a su hijo nonato a cambio de la prosperidad de sus tierras. Años más tarde, el joven ladrón Dororo es atacado por un demonio pero rescatado por un misterioso joven, cuyas partes del cuerpo resultan ser casi totalmente protésicas.                                                                                       |                                                                                         |                       |
| 2 | «La historia de Bandai» «Bandai no Maki» (万代の巻)                                     | 13 de enero de 2019   |
| Dororo y Hyakkimaru se encuentran en una aldea y son llevados ante su jefe, la dama Bandai. Sin embargo, Hyakkimaru inexplicablemente desenvaina su espada en su presencia, haciendo que tanto él como Dororo sean encerrados en un almacén por los aldeanos. Resulta que no son los únicos confinados allí. |                                                                                         |                       |
| 3 | «La historia de Jukai» «Jukai no Maki» (寿海の巻)                                       | 21 de enero de 2019   |
| Jukai es un médico que viaja por todo el país con prótesis de brazos y piernas para aquellos que han perdido sus extremidades en la guerra. Un día, en la orilla del río, encuentra un bebé al que le faltan la mayoría de las partes del cuerpo. Decide criar al niño, a quien llama Hyakkimaru. Jukai proporciona al niño prótesis, pero llega el momento en que Hyakkimaru emprende un viaje para recuperar su cuerpo. |                                                                                         |                       |
| 4 | «La historia de la espada maldita» «Yōtō no Maki» (妖刀の巻)                            | 27 de enero de 2019   |
| Dororo y Hyakkimaru se enfrentan cara a cara con Tanosuke "el asesino", que blande una espada maldita en la que habita un demonio. Hyakkimaru consigue por poco repeler a Tanosuke, pero la espada del demonio cae en las manos de Dororo y empieza a tomar el control de este. |                                                                                         |                       |
| 5 | «La historia de la canción de Moriko, parte 1» «Moriko Uta no Maki-jō» (守小唄の巻・上) | 4 de febrero de 2019  |
| Luchando para adaptarse a un mundo desconocido de "sonido", Hyakkimaru se lesiona en una pelea con un ghoul. Lo recibe y cuida una joven llamada Mio, quien cuida a niños huérfanos de la guerra. Sin embargo, después de darse cuenta de que hay un demonio cerca, Hyakkimaru sale para luchar contra él antes de recuperarse por completo.                                                                              |                                                                                         |                       |
| 6 | «La historia de la canción de Moriko, parte 2» «Moriko Uta no Maki-ge» (守小唄の巻・下) | 11 de febrero de 2019 |
| Hyakkimaru recupera su voz tras una pelea con un demonio, pero pierde su pierna en el proceso. Después de regresar al derruido templo para permitir que sus heridas sanen, una vez más se propone enfrentar al demonio. Mientras tanto, Mio y los niños esperan en el templo. |                                                                                         |                       |
| 7 | «La historia de la araña de seda Jorogumo» «Jorōgumo no Maki» (絡新婦の巻)              | 18 de febrero de 2019 |
| El demonio con aspecto de araña Jorogumo es herida por Hyakkimaru. Para curarse, se transforma en una mujer y aprovecha la hospitalidad de un joven llamado Yajirō. Habiendo dejado a Jorogumo escapar, Dororo y Hyakkimaru se detienen en una aldea donde escuchan rumores de un secuestrador. |                                                                                         |                       |
| 8 | «La historia de Saru» «Saru no Maki» (さるの巻)                                         | 25 de febrero de 2019 |
| En un pueblo determinado, se ofrece a las jóvenes como sacrificios rituales para apaciguar a un demonio ciempiés gigante que aparece envuelto en nubes negras. Hyakkimaru y Dororo se asocian con Saru, un niño cuya hermana mayor ha sido ofrecida como sacrificio, y juntos se enfrentan al demonio. |                                                                                         |                       |
| 9 | «La historia de la crueldad» «Muzanchō no Maki» (無残帳の巻)                            | 4 de marzo de 2019    |
| Dororo tiene fiebre alta. Mientras estaba mareado por sus efectos, el joven vislumbra algunos lirios de arañas rojas que despiertan recuerdos de días pasados con sus padres, Hibukuro y Ojiya. |                                                                                         |                       |
| 10 | «La historia de Tahomaru» «Tahōmaru no Maki» (多宝丸の巻)                               | 11 de marzo de 2019   |
| Un pueblo dentro del dominio de Daigo está siendo aterrorizado por un demonio que habita en un lago cercano. Tahōmaru, acompañado por sus ayudantes, Hyōgo y Mutsu, se ofrece como voluntario para exterminarlo. |                                                                                         |                       |
| 11 | «La historia de Banmon, parte 1» «Banmon no Maki-jō» (ばんもんの巻・上)                 | 18 de marzo de 2019   |
| Después de entrar en los dominios del señor Daigo, Dororo y Hyakkimaru escuchan historias de Banmon, la enorme muralla que es el último resto de un fuerte que una vez estuvo en la frontera. Hyakkimaru se enfrenta al zorro demonio que acecha la muralla. |                                                                                         |                       |
| 12 | «La historia de Banmon, parte 2» «Banmon no Maki-ge» (ばんもんの巻・下)                 | 25 de marzo de 2019   |
| Daigo, quien ofreció a su propio hijo a los demonios, se preocupa cada vez más por las desgracias que ocurren en su dominio. Mientras tanto, Hyakkimaru está tratando de recuperar las partes del cuerpo que le fueron arrebatadas. Como atraídos por el destino, padre e hijo se enfrentan entre sí. |                                                                                         |                       |
| 13 | «La historia del Buda de cara blanca» «Hakumen Fudō no Maki» (白面不動の巻)             | 8 de abril de 2019    |
| 14 | «La historia de Sabame» «Saba-Me no Maki» (鯖目の巻)                                    | 15 de abril de 2019   |
| 15 | «La historia de la escena del infierno» «Jigokuhen no Maki» (地獄変の巻)                | 22 de abril de 2019   |
| 16 | «La historia de Shiranui» «Shiranui no Maki» (しらぬいの巻)                             | 29 de abril de 2019   |
| 17 | «La historia de preguntas y respuestas» «Mondō no Maki» (問答の巻)                      | 6 de mayo de 2019     |
| 18 | «La historia del cabo de no misericordia» «Mujō misaki no Maki» (無常岬の巻)            | 13 de mayo de 2019    |
| 19 | «La historia del Amanojaku» «Amanojaku no Maki» (天邪鬼の巻)                            | 20 de mayo de 2019    |
| 20 | «La historia de Nue» «Nue no Maki» (鵺の巻)                                             | 27 de mayo de 2019    |
| 21 | «La historia de romper el ciclo del sufrimiento» «Gyakuru no Maki» (逆流の巻)           | 3 de junio de 2019    |
| 22 | «La historia de Nui» «Nui no Maki» (縫の巻)                                             | 10 de junio de 2019   |
| 23 | «La historia de los demonios» «Kishin no Maki» (鬼神の巻)                               | 17 de junio de 2019   |
| 24 | «Dororo y Hyakkimaru» «Dororo to Hyakkimaru» (どろろと百鬼丸)                           | 24 de junio de 2019   |